# Comuna Trebuhivți, Letîciv
Trebuhivți (în ucraineană Требухівці) este o comună în raionul Letîciv, regiunea Hmelnîțkîi, Ucraina, formată din satele Holovciînți, Lîsohirka și Trebuhivți (reședința).

## Demografie
Componența lingvistică a comunei Trebuhivți
     Ucraineană (98,38%)
     Rusă (1,53%)
     Alte limbi (0,06%)
Conform recensământului din 2001, majoritatea populației comunei Trebuhivți era vorbitoare de ucraineană (98,38%), existând în minoritate și vorbitori de rusă (1,53%).